# Stara Synagoga w Szczecinku
Stara Synagoga w Szczecinku – nieistniejąca obecnie pierwsza główna synagoga gminy żydowskiej w Szczecinku, znajdująca się na rogu dzisiejszych ulic 1 Maja i Jana Pawła II.
Synagoga została zbudowana najprawdopodobniej w 1828 roku. 18 lutego 1881 roku synagoga została podpalona przez nieznanych sprawców. Na jej miejscu wzniesiono nową synagogę.
Podpalenie synagogi odbiło się szerokim echem w ówczesnych Niemczech. Plotka głosiła, że bożnicę podpalił miejscowy kowal Buchholz, ale prokurator oskarżył o to pięciu miejscowych Żydów, chcących rzekomo wyłudzić odszkodowanie. Ostatecznie z braku dowodów zostali uniewinnieni.
Tak o spaleniu synagogi pisała miejscowa gazeta żydowska „Judische Presse”: „Z gazet codziennych wiecie już o nieszczęściu, które dotknęło naszą gminę w Szczecinku. Nasza synagoga 18-tego padła łupem płomieni. Pożar wybuchł przed południem, a mimo to niczego nie dało się uratować, bo na miejscu nie było prawie nic do gaszenia. Dziewięć zwojów Tory i całe pozostałe wyposażenie spłonęły. To, iż to niecna ręka podłożyła ogień, wykazały pierwsze przesłuchania świadków. Wiele osób daje wyraz podejrzeniu, iż za ten czyn ponoszą moralną odpowiedzialność antysemici.”